# (33075) 1997 WV22
1997 WV22 (asteroide 33075) é um asteroide da cintura principal. Possui uma excentricidade de 0.27205910 e uma inclinação de 11.69221º.
Este asteroide foi descoberto no dia 22 de novembro de 1997 por Spacewatch em Kitt Peak.